# Lobophytum mortoni
Lobophytum mortoni is een zachte koraalsoort uit de familie Alcyoniidae. De koraalsoort komt uit het geslacht Lobophytum. Lobophytum mortoni werd in 2009 voor het eerst wetenschappelijk beschreven door Benayahu & van Ofwegen. 